# Sapir Koffmann

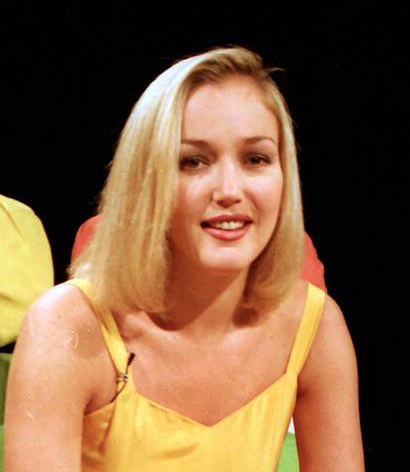
Sapir Koffmann (1990)

Sapir Koffmann-Papouchado (hebräisch ספיר קופמן-פפושדו; * 7. September 1965 in Petach Tikwa, Israel; † 23. November 2017 in Kfar Shmaryahu) war ein israelisches Model.

## Leben
Koffmann wurde 1984 zur Miss Israel gekrönt. Sie vertrat daraufhin im selben Jahr ihr Land bei der Wahl zur Miss Universe. Sie nahm als die erste israelische Vertreterin auch an der Miss Europe 1985 teil.
Nach ihrem Militärdienst ging Koffmann nach New York, wo sie für den Modedesigner Óscar de la Renta arbeitete.
Sie war ein Model für die israelische Bademodenfirma Gottex,  für die sie an einer Delegation der Firma zu den Olympischen Sommerspielen 1984 teilnahm.
Koffmann erschien viele Male auf dem Cover der Frauenzeitung La’Isha. Sie moderierte mehrmals Wettbewerbe zur Wahl der Miss Israel. 1993 moderierte sie den Model-Wettbewerb „Entdeckung des Jahres“.
Im Alter von 30 Jahren gab sie das Modeln auf, um zu heiraten.
Am 23. November 2017 verstarb die 52-jährige Koffmann an Krebs. Sie hinterließ neben ihrem Ehemann drei Kinder.